# Franz Hein
Franz Hein, Franz Freiherr von Hein (ur. 23 października 1808 w Ołomuńcu, zm. 18 lutego 1890 w Brnie) – prawnik, polityk śląski i austriacki, lider śląskich liberałów, wiceburmistrz (1848) i burmistrz (1861) Opawy, współzałożyciel Związku Ślązaków Austriackich, poseł austriackiego parlamentu: Sejmu Państwowego (Reichstag) od roku 1848 i Rady Państwa (Reichsrat) od roku 1860, w tym Izby Panów od roku 1869, poseł i marszałek Śląskiego Sejmu Krajowego od roku 1861, prezes Sądu Krajowego (Oberland Gericht) w latach 1865–1881.

## Życiorys
Urodził się w Ołomuńcu, w tym mieście odbył też edukację, zakończoną obroną dysertacji doktorskiej w dziedzinie prawa. Praktykę zawodową odbył na Śląsku w służbie biskupa wrocławskiego w Javorníku, a następnie osiadł w Opawie. W roku 1848 został tam wybrany wiceburmistrzem stolicy Śląska Austriackiego. Od połowy XIX wieku praski Komitet św. Wacława głosił istnienie jednolitego narodu czesko-morawsko-śląskiego, którego łącznikiem było słowiańskie pochodzenie etniczne oraz historyczna identyfikacja z Rzeszą Wielkomorawską i Koroną Czeską. W czasie Wiosny Ludów zażądali oni zjednoczenia Czech i Moraw (w tym wcielonego do nich w roku 1872 austriackiego Śląska). Franz Hein i inni przedstawiciele śląskiej burżuazji protestowali przeciwko roszczeniom Czechów i stworzyli wszechniemiecki komitet wyborczy. 15 kwietnia 1848 roku Franz Hein reprezentował śląski komitet burżuazyjny przed władzami w Wiedniu. Następnie został wybrany posłem austriackiego parlamentu (Reichstag) w Kroměřížu z okręgu opawskiego.
22 kwietnia 1848 roku Franz Hein wraz z innym austriackim posłem Hansem Kudlichem oraz zastępcą okręgu cieszyńskiego w Parlamencie Frankfurckim – Johannem Demelem, utworzyli Związek Ślązaków Austriackich, który postulował zjednoczenie austriackiego i pruskiego Śląska, jako jednego z państw Związku Niemieckiego, postrzegając słowiańskich i germańskich Ślązaków, jako jednolitą narodowość. Większość Ślązaków, niezależnie od pochodzenia etnicznego, wystąpiła zdecydowanie przeciwko pansłowiańskim dążeniom Czechów. 30 grudnia 1849 roku pod naciskiem Franza Heina i innych śląskich posłów w austriackim parlamencie, skupionych w Związku Ślązaków Austriackich, cesarz wydał dekret o usamodzielnieniu austriackiej części Śląska i ustanowieniu Śląskiego Sejmu Krajowego. Edyktem cesarskim z 14 kwietnia 1850 roku Księstwo Śląsk stało się niezależnym krajem koronnym. Pod wpływem ostrych starć zbrojnych pomiędzy rewolucjonistami a siłami cesarskimi na terenie Wiednia, Związek Ślązaków Austriackich przeniósł swą działalność do Opawy. Na fali Wiosny Ludów austriaccy liberałowie wprowadzili równouprawnienie dla pozostałych języków używanych na terytorium monarchii. Posłowie ze Śląska Opawskiego, skupieni w Związku Ślązaków Austriackich, należący głównie do partii austriackich liberałów, szczególnie popierali wprowadzenie polszczyzny, jako antidotum wobec czeskich dążeń, zmierzających do zjednoczenia Czech z Morawami i Śląskiem Austriackim. W roku 1851 rządy w Austrii przejęli konserwatyści pod wodzą Bacha, którzy przywrócili absolutyzm monarchii. Sam Bach zniósł także równoprawność języków słowiańskich na Śląsku Austriackim, ustawami z września i listopada 1851 roku. Powoływał się przy tym na fakt, że języki polski i czeski, nie są na Śląsku w ogóle używane, natomiast będący w użyciu, nieco podobny do polskiego, dialekt ludowy wasserpolakisch, nie nadaje się na język urzędowy.
Od 1860 roku Franz Hein był posłem wiedeńskiej Rady Państwa (Reichsrat), gdzie w roku 1869 został członkiem Izby Panów. W roku 1860, pod wpływem klęsk Austriaków na froncie włoskim, nastąpiła kolejna demokratyzacja monarchii. Na tej fali pod wpływem ruchu czesko-słowiańskiego 15 listopada 1860 roku utworzono gubernię śląsko-morawską ze stolicą w Brnie. Natychmiast zareagowali na to posłowie, należący do Związku Ślązaków Austriackich z Franzem Heinem na czele, którzy 29 marca 1861 roku ponownie wywalczyli usamodzielnienie Śląska Austriackiego oraz jego autonomię wraz z jej atrybutami w postaci Śląskiego Sejmu Krajowego i śląskiego rządu krajowego w Opawie. W piśmie cesarza z 29 marca 1861 roku znalazł się najnowszy edykt niezależności władz krajowych dla krajów: Karyntii, Salzburga (dziś kraje związkowe Republiki Austrii), Krainy (dziś niepodległa Republika Słowenii) i Śląska. Wówczas Franz Hein, będący liderem Związku Ślązaków Austriackich na Śląsku Opawskim, zdobył mandat posła, a następnie funkcję marszałka Śląskiego Sejmu Krajowego. W tym samym roku został burmistrzem Opawy. Równolegle rozwijała się jego kariera zawodowa. W latach 1865–1881 był prezesem Sądu Krajowego (Oberland Gericht) w Wiedniu, a od 1868 również członkiem Dworskiego Sądu Państwowego (Staatsgerichtshofs). W roku 1871 cesarz nadał mu tytuł barona (Freiherr).